# مبنى العبارة (سان فرانسيسكو)
مبنى العبّارة (بالإنجليزية: Ferry Building)‏ في سان فرانسيسكو هو البوابة للعبّارات التي تسافر خلال خليج سان فرانسيسكو. يقع مبنى العبّارة في نهاية طريق السوق حيث منطقة الـ إمباركاديرو (الواجهة المائية الشرقية لمدينة سان فرانسيسكو). يتوسط المبنى برج الساعة بطول 225 قدم حيث تظهر الساعة من الجهات الأربع وممكن رؤيتها من طريق السوق (الطريق الرئيسي للمدينة).
صُمم المبنى بواسطة المهندس المعماري الأمريكي آرثر بيج براون في عام 1892 واكتمل بنائه في عام 1898. اُعتبر المشروع الأكبر على الإطلاق في المدينة خلال افتتاحه آنذاك. صمم براون برج الساعة في المبنى بشكل مشابه لبرج الخيرالدة في مدينة إشبيلية، إسبانيا.
مع التناقص المستمر في استخدام المبنى بعد بناء الجسور عبر الخليج لتخفيف الزحام المروري في خمسينيات القرن الماضي (1950)، تم استخدام مبنى العبّارة كمكاتب.
في عام 2002 تم تجديد وترميم مبنى العبّارة بالكامل وتم إنشاء سوق في الطابق السفلي مكان تسليم العفش السابق في حين أصبح الطابق الثاني والثالث مكاتب لهيئة الميناء. خلال نهار كل يوم تقرع الساعة كل ساعة ونصف. يعتبر مبنى العبّارة من معالم مدينة سان فرانسيسكو وهو مدرج في السجل الوطني للأماكن التاريخية.